# Banks of the Ohio
"'Banks of the Ohio'", Roud 157, är en mordballad från 1800-talet, i vilken Willie tar sin unga älskarinna med på en promenad under vilken hon svarar nej till att gifta sig med honom. Då de anländer vid flodbankarna mördar han flickan.
En tidig inspelning gjordes av Red Pattersons Piedmont Log Rollers den 12 augusti 1927. Sången har spelats in av många, bland annat Johnny Cash, The Carter Family, Blue Sky Boys (vilkas version från 1936 förekommer i filmen Paper Moon från 1973), Monroe Brothers, Joan Baez, Olivia Newton-John (med Mike Sammes 1971, hennes andra kommersiella singel i USA), och Doc Watson med annan text då den sjungs med en kvinnlig. Sångtextens tema påminner om "Pretty Polly" (båda sångerna är från 1800-talet, berättar liknande historier och en mördare vid namn "Willie" finns med).
Sången blev också signaturmelodi för en långkörare som sänt bluegrassmusik i WAMU-PBS och Bluegrass Country, lett av Fred Bartenstein och producerad för International Bluegrass Music Museum, nära Ohiofloden i Owensboro, Kentucky.
En inspelning på svenska av Christina Lindbergs orkester hette I skymningen, med text av Christina Lindberg, och låg på EP-skivan Gyllene år.
Ann-Louise Hansson spelade in en version under titeln Tag emot en utsträckt hand 1971/1972, denna blev en mycket stor hit på Svensktoppen 1972. En annan inspelning på svenska av Cornelis Wreeswijk och Monica Törnell 1971. Den hette Bort från Luleå.